# La Piedad
La Piedad là một đô thị thuộc bang Michoacán, México. Năm 2005, dân số của đô thị này là 91132 người.